# ZeSrandy

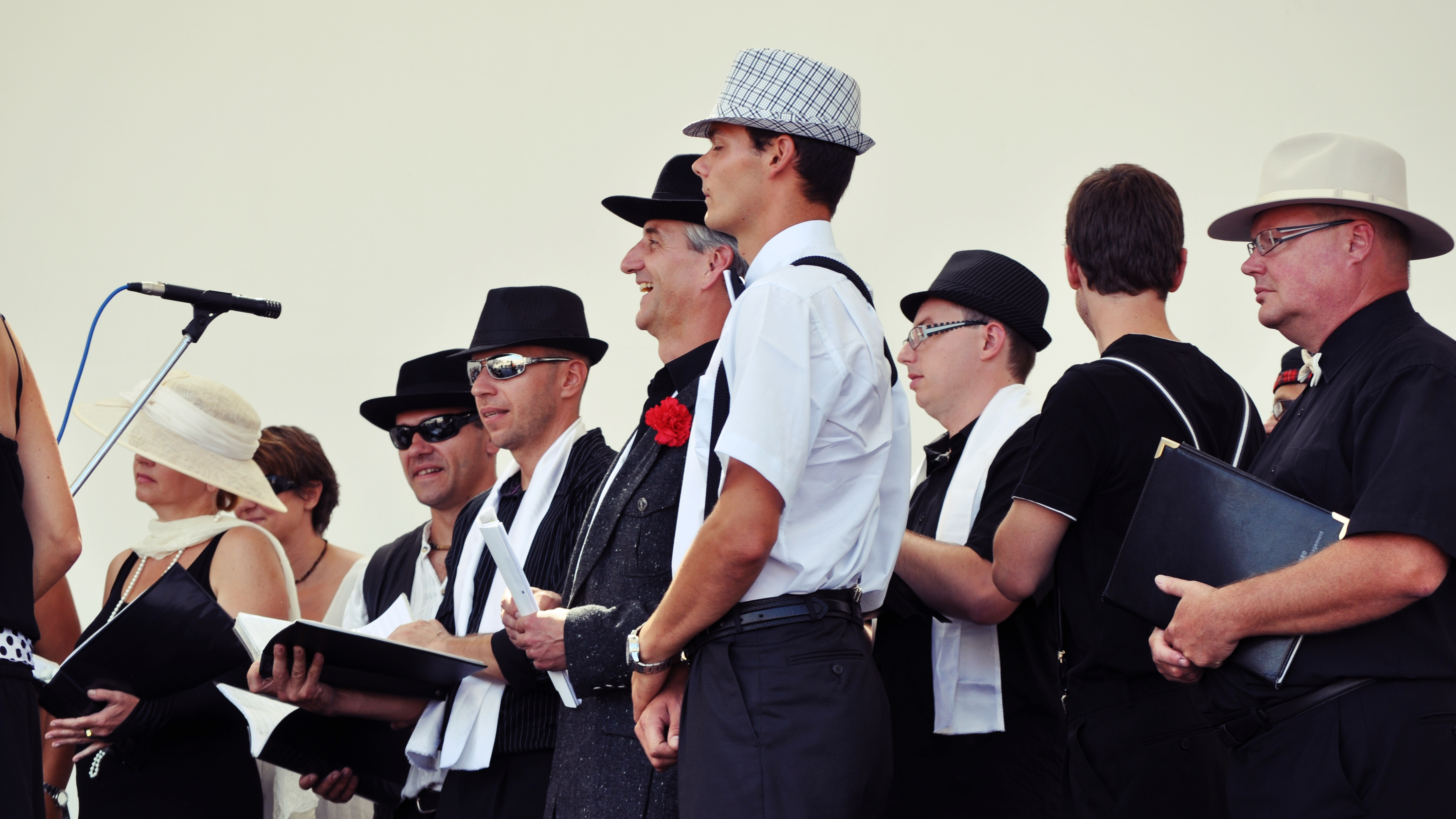
Sraz Kmotrů a sraz veteránů 2012 v Kroměříži

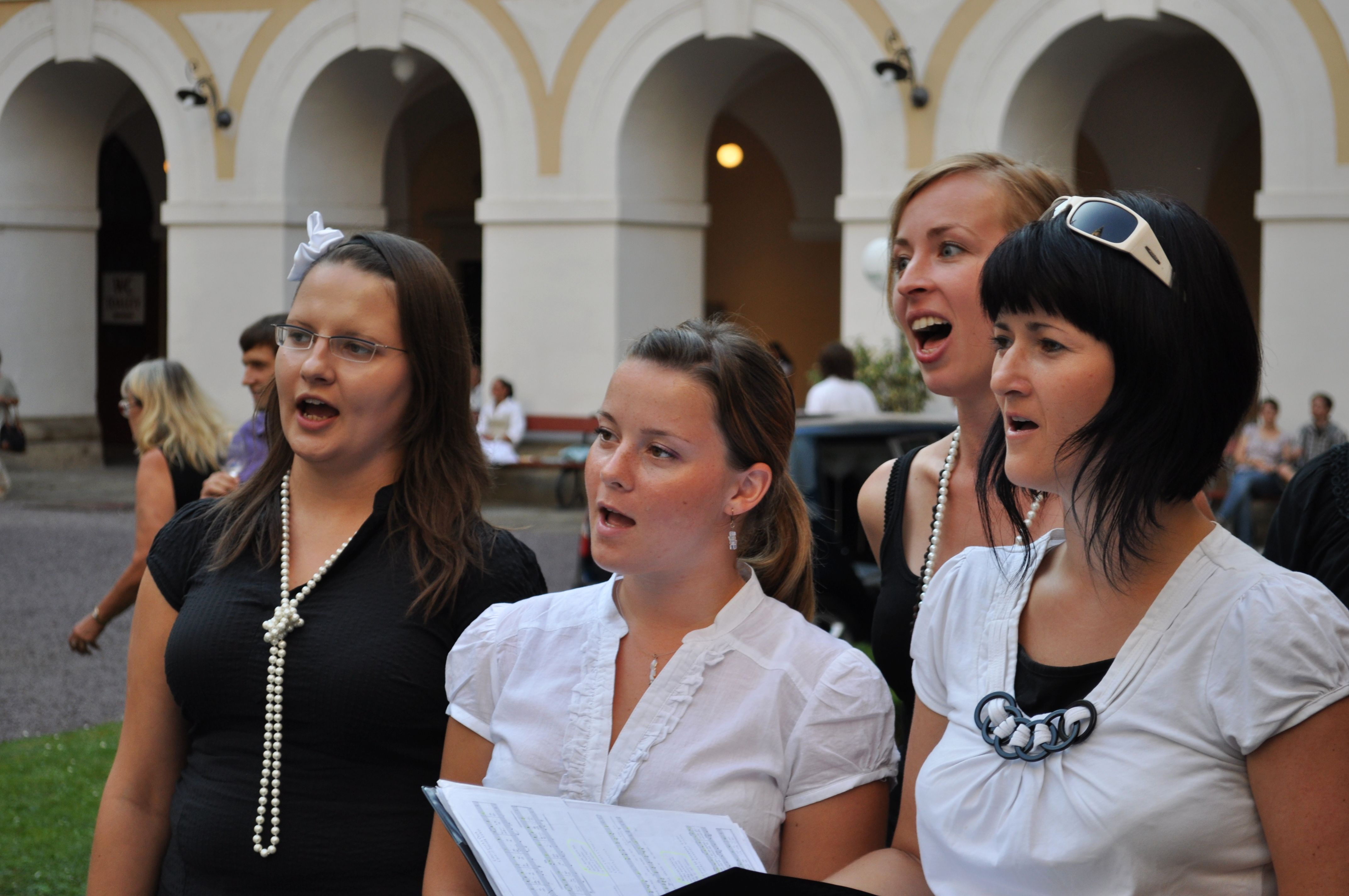
Kroměřížské vinařské slavnosti

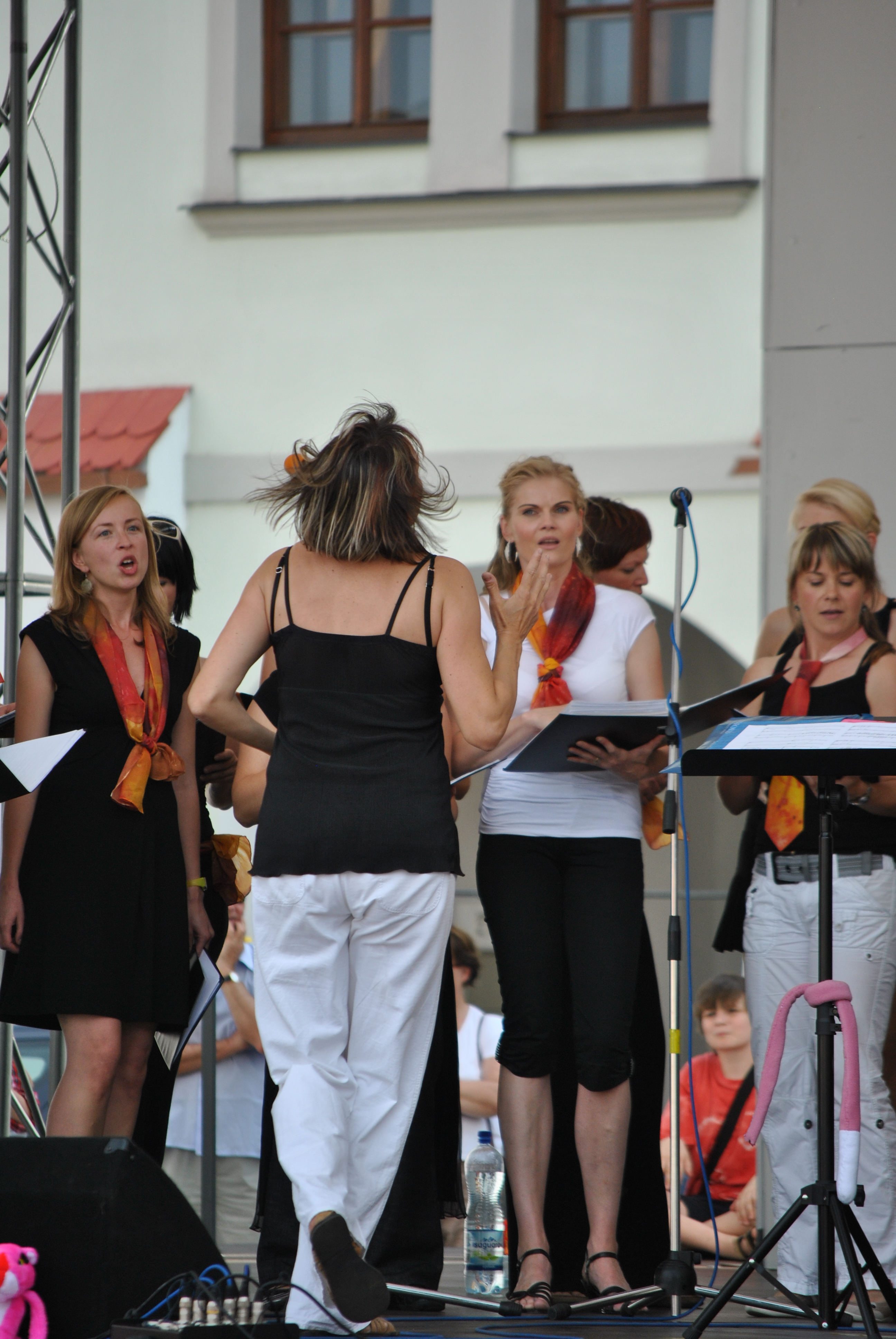
Oslavy 130 let od založení gymnázia Kroměříž

ZeSrandy je pěvecký sbor, plným názvem též Komorní pěvecké sdružení starších a pokročilých ZeSrandy.

## O sboru
Sbor patří do unie českých pěveckých sborů.
Uměleckou vedoucí tělesa je PaedDr. Eva Kočařová. Sbor je jedním ze tří pěveckých sborů Gymnázia Kroměříž. Členy sboru jsou učitelé, bývalí učitelé, bývalí studenti, rodinní příslušníci uvedených skupin a také další přátelé školy.
Sbor vystupuje nejen na akcích školy, ale i akcích města Kroměříž, Klubu Unesco Kroměříž,
dobročinných akcích, akcích podnikatelských subjektů Kroměřížska
a při dalších kulturních příležitostech.

## Repertoár sboru
Sbor zpívá především sklady klasické hudby, lidové písně a populární hudbu.

### Klasická hudba
- A Capella Ouvertures
- Alta Trinita Beata
- Cantate Domino
- Ecce quomodo moritur iustus (Jacobus Gallus)
- Jesus Bleibet Meine Freude (J.S.Bach)
- Kankán (Jacques Offenbach)
- Menuet z Malé noční hudby (W.A.Mozart)
- Per crucem
- Rorando coeli ( J.C.Vodňanský)
- Turecký pochod (W.A.Mozart)
- Viver lieto voglio

### Lidové písně
- Až ty pudeš k nám
- Dudy v Edinburku
- Ej, lásko, lásko
- Hdyž sem šel vod Domažlic
- Hej, háj
- Jede sedlák do mlejna
- Láska opravdivá (Leoš Janáček)
- Na tom bošileckym mostku
- Parvulus nobis nascitur (upr. J.Tichota)
- Poďme chlapci
- Prší, prší
- Puer natus in Bethlehem (koleda)
- Ščedrik (ukrajinská lidová)
- Široký, hluboký (upr. J.Tichota)
- Teče voda, teče

### Populární hudba
- Afrika Kyrie na Sanctus (části mše v jazycích: angličtina, latina, swahilština)
- All That Jazz (z muzikálu Chicago)
- Až se v ráji sejdem (Spirituál kvintet)
- Beránek a vlk (upr. J.Tichota)
- Cantar (Jay Althouse)
- CATS (Andrew Lloyd Webber)
- David a Goliáš ( Ježek, Voskovec&Werich)
- Eleanor Rigby (Beatles)
- Hail Holy Queen
- Hello, Dolly
- Christmas Kumbaya
- I Got Rhythm (Ira & George Gerschwin)
- I'm Gonna Ride (černošský spirituál)
- Já se těším do nebe (G.F.Händel) - upr. Spirituál kvintet
- Já se vrátím (Spirituál kvintet)
- Jazz Cantate
- Jízda králů (Javory)
- Klobouk ve křoví (Ježek, Voskovec&Werich)
- Kuna Karamu
- Lollipop (Roxx/Dixon)
- Mackie Messer
- Michelle (Beatles)
- Money, Money, Money (ABBA)
- My Fair Lady (směs melodií z muzikálu)
- New York, New York (hudba: John Kander, text: Fred Ebb)
- Oh, Happy Day!
- Puttin' on the Ritz (I. Berlin), český text: 4-TET
- Růžový panter (H.Mancini, J.Althouse)
- Slávy dcera (bratři Ebenové)- podle J.Kollára
- Svítá (Ježek, Voskovec&Werich)
- Swingin' the Night Away (Jay Althouse) - jazzová klasika
- Vánoční sen (Javory)
- West Side Story (L.Bernstein)
  - America
  - I Feel Pretty
  - One Hand, One Heart
  - Somewhere
  - Tonight
- Will You Be There (Michael Jackson)
- Woke Up (spirituál)
- Yesterday (Beatles)
- Život je jen náhoda (Ježek, Voskovec&Werich)